# Джейсън Донован
Джейсън Шон Донован (на английски: Jason Sean Donovan) е австралийски актьор и поп певец, един от най-популярните певци от края на 80-те и началото на 90-те години на ХХ век.
Донован е особено популярен в Европа, като само във Великобритания продажби на негови дискове надхвърлят три милиона копия. В частност, неговият албум „Ten Good Reasons“ става златен, с продажби над 1.5 милиона екземпляра. Четирите му сингъла, които издава, стават хитове, като особено популярен е дуета му с друга австралийска поп звезда – Кайли Миноуг, като песента им – Especially For You от 1988 година, заема първите места в британските чартове.
В последните години се изявява освен като певец, и като актьор, предимно на британска сцена.

## Биография
Донован е роден в Мелвърн, малко предградие на Мелбърн, Австралия, в семейството на Сю Макинтош, журналистка в АВС News, и Терънс Донован, актьор. Джейсън Донован завършва колежа „De La Salle“ в родния Мелвърн. Бащата на Джейсън е известен австралийски актьор, който участва в популярния от средата и края на ХХ век полицейски сериал „Четвърти отдел“ (Division 4), а по-късно изполнява ролята на Дъг Вилис в сериала „Съседи“.
Младия Донован също пробива към голямата сцена благодарение на сериала „Съседи“, в който играе ролята на Скот Робинсън. В сериала си партнира с Кайли Миноуг, с която за известно време има връзка. Донован има полусестра от втория брак на майка му - Стефани Макинтош (Stephanie McIntosh), актриса, също участва в сериала „Съседи“.
Пред 1989 г. заминава за Лондон. Във Великобритания продава над 3 милиона копия на албумите си, като още дебютният му албум 10 Good Reasons става № 1 за 1989 г. с над милион и половина продажби. В Англия работи като певец и актьор, но въпреки повече от двайсете роли, които изиграва, не получава особена популярност в киното. 
Започва често да се появява в разни музикални предавания и ток шоута, където се саморекламира пред публиката.
Има три деца със съпругата си Анджела Малок, родени съответно през 2001 г., 2002 г. и 2011 г.